# Santa María del Llano
Santa María del Llano är en ort i Mexiko, tillhörande kommunen Ixtlahuaca i den västra delen av delstaten Mexiko. Orten hade 4 078 invånare vid folkräkningen 2010.